# Cromosoma 4
El cromosoma 4 és un dels 23 parells de cromosomes humans. Es tenen normalment dues còpies d'aquest cromosoma. El cromosoma 4 té més de 186 milions de parells de bases (el material que compon l'ADN i representa entre el 6 i el 6,5 per cent del total de l'ADN a la cèl·lula). El cromosoma 4 conté entre 700 i 1.100 gens.

## Malalties associades

Cromosoma 4 humà.

Les següents són algunes de les malalties relacionades amb gens localitzats al cromosoma 4:
- Acondroplasia
- Càncer de bufeta
- Crouzonodermoskeletal syndrome
- Leucèmia limfoide crònica
- Síndrome d'Ellis-van Creveld
- Fibrodisplasia sificant progressiva
- Hemofília C
- Malaltia de Huntington
- Síndrome hemolítica urèmica
- Síndrome del miol de gat